# Unione montana Appennino Parma Est
La Unione montana Appennino Parma Est è composta da 7 comuni dell'appennino parmense: 
- Corniglio,
- Langhirano (capoluogo),
- Lesignano de' Bagni,
- Monchio delle Corti,
- Neviano degli Arduini,
- Palanzano,
- Tizzano Val Parma.

L'Emilia-Romagna ha organizzato il proprio territorio montano in 18 Comunità Montane di cui due insistono sulla provincia di Parma; la regione sostiene lo sviluppo sociale ed economico di queste comunità.